# Pyrinia catharina
Pyrinia catharina là một loài bướm đêm trong họ Geometridae.